# Simon Kollerup
Simon Kollerup (ur. 20 maja 1986 w m. Lild Strand) – duński polityk, poseł do Folketingetu, w latach 2019–2022 minister ds. biznesu.

## Życiorys
W 2011 ukończył politologię na Uniwersytecie Kopenhaskim. Działacz Socialdemokraterne, kierował lokalnymi strukturami jej młodzieżówki Danmarks Socialdemokratiske Ungdom, pracował też w strukturze partyjnej. Był również asystentem studentów w resorcie spraw zagranicznych (2008–2010) i konsultantem w biurze burmistrza Kopenhagi Franka Jensena (2010–2011). W 2011 z ramienia socjaldemokratów po raz pierwszy uzyskał mandat posła do Folketingetu, z powodzeniem ubiegał się o reelekcję w kolejnych wyborach w 2015, 2019 i 2022.
W czerwcu 2019 został ministrem ds. biznesu w gabinecie Mette Frederiksen. Urząd ten sprawował do grudnia 2022.